# TIM barel
U molekularnoj biologiji TIM barel je konzervirano proteinsko savijanje koje se sastoji od osam α-heliksa i osam paralelnih β-lanaca naizmenično raspoređenih duž peptidne osnove. Ova struktura je dobila ime po triozafosfatnoj izomerazi, konzeriranom metaboličkom enzimu. TIM bareli se veoma često javljaju. Jedna od interesantnih karakteristika ove klase proteina je da mada svi imaju istu tercijarnu strukturu, njihova homologija sekvenci je veoma niska. Najmanje 15 distinktnih enzimskih familija koristi ovaj strukturni motiv za formiranje podesne geometrije aktivnog mesta.

## Struktura i kompozicija
TIM bareli se smatraju α/β proteinskim savijanjima, jer se oni sastoje od naizmeničnog paterna α-heliksa i β-lanaca u jednom domenu. U TIM barelu heliksi i lanci (obično 8 parova) formiraju solenoid koji je topološki poznat kao toroid. Paralelni β-lanci formiraju unutrašnji zid (iz kog razloga se struktura naziva β-barelom), dok je spoljašnji zid formiran od α-heliksa. Svaki β-lanac je povazan sa susednim lancima putem duge desnoruke petlje, koja sadrži jedan od heliksa. Na TIM barel se isto tako može gledati kao na set od 8 preklopljenih desnorukih β-α-β super-sekondarnih struktura.
Mada trakasti dijagram prikazuje otvor u centru ovog proteinskog motiva, pošto aminokiselinski bočni lanci nisu prikazani, centar je zapravo gusto pakovan, uglavnom glomaznim hidrofobnim aminokiselinskim ostacima. Nekoliko glicina je neophodno da bi se omogućila pokretljivost ovog visoko ograničenog center i zatvaranje domena. Razgranati alifatični ostaci valin, leucin, i izoleucin sačinjavaju oko 40% ostataka β-lanaca.

## Literatura
- R. K. Wierenga (2001). „The TIM-barrel fold: a versatile framework for efficient enzymes”. FEBS Lett. 492 (3): 192–198. PMID 11257493. doi:10.1016/S0014-5793(01)02236-0.

## Spoljašnje veze
- Архивирано на веб-сајту  (15. јун 2013)